# Calcutta (Suriname)
Calcutta is een dorp, voormalige plantage en een van de zes ressorten waaruit het Surinaamse district Saramacca bestaat.
In het oosten grenst het ressort Calcutta aan de ressorten Tijgerkreek en Kampong Baroe, in het zuiden aan het district Para, in het westen aan het district Coronie en in het noorden aan Wayamboweg.
In 2004 had Calcutta volgens cijfers van het Centraal Bureau voor Burgerzaken (CBB) 1918 inwoners.
De polikliniek van de RGD in Calcutta werd in 2025 grondig gerenoveerd.